# Марица Станоевска
Марица Димитрова, по мъж Дамянова Станоевска, е българска учителка и революционерка, деятелка на Вътрешната македоно-одринска революционна организация и Вътрешната македонска революционна организация.

## Биография
Марица Димитрова е родена в 1882 година в град Битоля, тогава в Османската империя, днес в Северна Македония. Присъединява се към ВМОРО още млада. Две години е учителка в Лерин. В 1902/1903 година е българска учителка в леринското село Пътеле. По заповед на войводата Георги Папанчев прави опит да отрови предателя Нанчо Фортомаров. Заподозряна от властите бяга в Лерин, оттам с чужд паспорт в Цариград и с помощта на Екзархията за София. Осъдена е задочно на 15 години. След амнистията от 1904 година се връща в Османската империя и става учителка в Свиленград. На следната 1905 година става учителка в Битоля, където преподава две години и отново започва да се занимава с революционна дейност. По нареждане на председателя на околийския революционен комитет Никола Гърков снабдява затворниците в мъжкия затвор, както и учителката Николина Владичева в женския. Организира бягството на Владичева от затвора, заедно с една албанка и се грижи за укриването им в града няколко месеца. Албанката е заловена и предава Димитрова, която успява да избяга в Прилеп, но е арестуван зет ѝ Борис Гавазов, при когото живее. В Прилеп се укрива няколко месеца, предимно у Коста Белагушов, след което бяга по канал на Организацията в София. Задочно е осъдена на 101 години затвор.
На 22 март 1943 година, като жителка на Враца, подава молба за българска народна пенсия, която е одобрена и пенсията е отпусната от Министерския съвет на Царство България.